# Jacques Ducrez
Jacques Ducrez, né le 30 juin 1932 à Béthune et mort le 8 octobre 2009, est un catcheur professionnel français plus connu sous le nom du Bourreau de Béthune.
D'autres catcheurs ont revendiqué le nom de « bourreau de Béthune », sous le même nom et dans le même costume, comme Freddy Robert, de son vrai nom Robert Moreau, devenu garde du corps et assistant parlementaire de Jean-Marie Le Pen. 
Jacques Ducrez fait partie des grandes figures du catch français des années 1950 et 1960, aux côtés de l'Ange Blanc et du Petit Prince.
Ancien haltérophile et chauffeur de taxi, il se reconvertit dans le catch vers l'âge de vingt ans et connaît un immense succès populaire dans le rôle du méchant, dans les combats de luttes classiques du bien contre le mal. Son costume se composait d'une cagoule rouge et d'une culotte noire. Après qu'il eut été gravement blessé dans une rixe entre colleurs d'affiches et hospitalisé dans le coma, un journal satirique titra : « Le bourreau de Béthune lutte contre la mort ».
Il meurt en 2009 d'un cancer des os.